# Akademische Orchestervereinigung Göttingen
L’Akademische Orchestervereinigung Göttingen (AOV, Società orchestrale accademica) è un'orchestra sinfonica di Göttingen, Germania. Fu fondata nel 1906 dagli accademici dell'Università di Göttingen.
A partire nel 1950, Hermann Fuchs è stato direttore musicale dell'AOV per 37 anni. Thomas-Michael Gribow fu direttore d'orchestra dal 1991 al 2003; Lorenz Nordmeyer fu nominato per questa posizione nel 2004.
L'orchestra si guadagnó il riconoscimento nazionale quando si rivelò determinante nella iniziativa di Oskar Hagen di riscoprire le opere di Georg Friedrich Händel, dopo la prima guerra mondiale; ciò alla fine portò al Göttingen International Handel Festival. Durante quel festival nel 1935, l'orchestra eseguì la prima produzione moderna di Partenope di Händel diretta da Fritz Lehmann. Due anni prima, aveva registrato Der Flug der Lindberghs di Kurt Weill sotto Hermann Fuchs. Nel 2000, ha eseguito la prima mondiale della Overture to The Bad Room del compositore americano Justin Laird Weaver.
I membri dell'orchestra formano tre gruppi da camera: il AOV Brass Quintet, il Foehrenberg String Quartet, e il Maggiore-Quartett.